# نیکلاس گیلسول
نیکلاس گیلسول (زاده ۵ فوریه ۱۹۸۲) یک راننده رالی اهل بلژیک است. او کمک راننده سابق تیری نوویل و کمک راننده فعلی پیر-لوئیس لوبت است.